# Chris Vogelzang
Chris Vogelzang  (født 28. november 1962) er en nederlandsk erhvervsmand, der var ordførende direktør i Danske Bank indtil april 2021.  
Han overtog stillingen den 1. juni 2019 fra Jesper Nielsen, der kortvarigt havde varetaget posten efter fratræden af direktør Thomas F. Borgen (2013 - 2018), der fratrådte efter den negative omtale hvidvasksagen fik.